# Huveaune
L'Huveaune est un fleuve qui prend sa source dans le massif de la Sainte-Baume et se jette à Marseille dans la mer Méditerranée, en France.
Avec son affluent le Jarret, il est le principal cours d'eau arrosant Marseille.

## Étymologie
L'Huveaune s'est appelé en celto-ligure Ybelcos ou Ubelka (« la dévastatrice »), d'une racine pré-latine obscure, peut-être * Ub-. Il est attesté sous la forme Uvelne en l'an 985 ; le nom en provençal est Evèuno ou Vèuno, puis la Veaune en français.

## Géographie

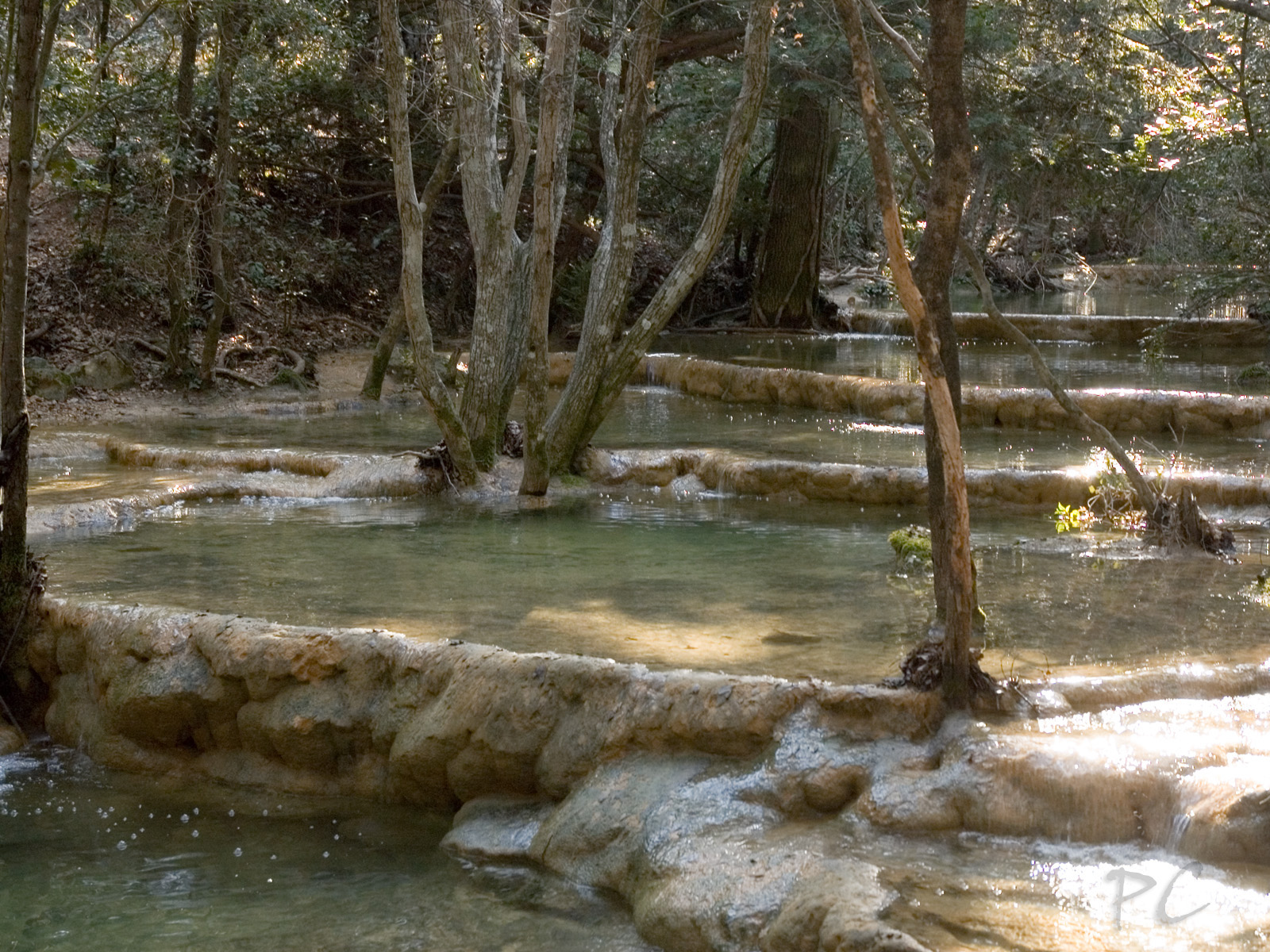
Gours (cuvettes d'eaux) aux sources de l'Huveaune.

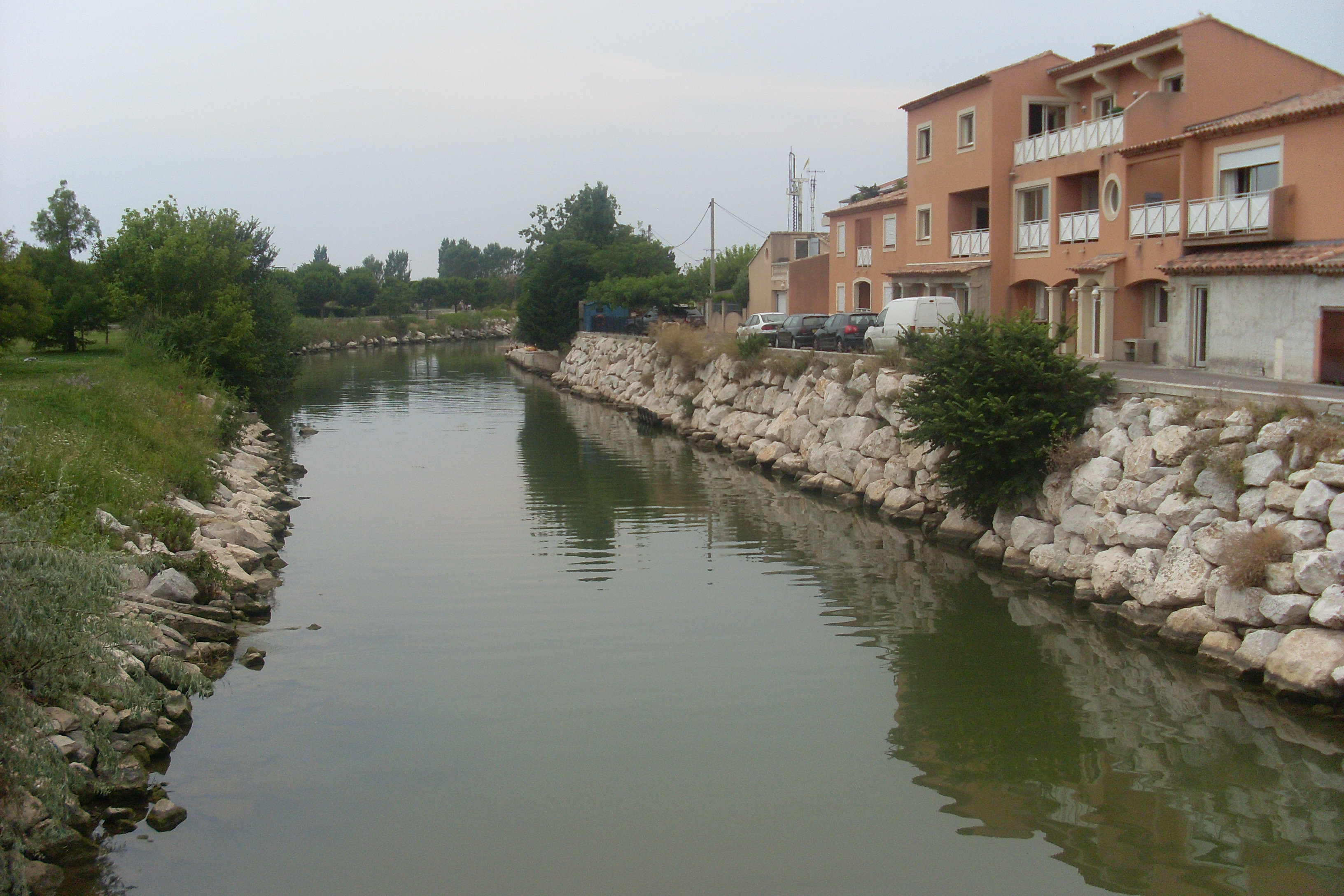
L'Huveaune près de son embouchure à Marseille.

L'Huveaune prend sa source dans la grotte de Castelette, située sur la commune de Nans-les-Pins (Var), à +590 m d'altitude au fond d'un cirque pittoresque, sur le versant Nord de la Sainte-Baume.
La longueur de son cours est de 48,4 km.
L'Huveaune draine un bassin de 198 km2 couvrant la Sainte-Baume occidentale et une partie de la chaîne de l'Étoile, l'ubac du massif de Saint-Cyr, et le bassin marseillais.
Parmi ses affluents provenant de la Sainte-Baume, on notera le Peyruis à Saint-Zacharie, la Vede alimentée par d'abondantes sources dans le ravin des Encanaux, le Fauge provenant du parc de Saint-Pons près de Gémenos alimenté par une belle source, le ruisseau du Riou venant de Saucette. Provenant de la chaîne de l'Étoile, le Merlançon rejoint l'Huveaune au Pont-de-Joux, et le Jarret, qui prend sa source tout au Nord de la commune d'Allauch, rejoint le fleuve à Marseille dans le quartier de Sainte-Marguerite.
La haute vallée de l'Huveaune, en amont d'Aubagne, est encore relativement rurale, avec les villages de Saint-Zacharie, Auriol, Roquevaire et Pont-de-l'Étoile. La basse vallée de l'Huveaune est marquée par une forte urbanisation et une ancienne industrialisation, traversant Aubagne, La Penne-sur-Huveaune et les quartiers Est et Sud de Marseille.

### Communes et cantons traversés
L'Huveaune arrose deux communes du Var : Nans-Les-Pins (source) et Saint-Zacharie (canton de Saint-Cyr-sur-Mer, arrondissement de Brignoles), et cinq communes des Bouches-du-Rhône : Auriol (canton d'Allauch), Roquevaire, Aubagne, La Penne-sur-Huveaune (canton d'Aubagne), et Marseille (canton de Marseille-11 et canton de Marseille-10 (confluence), arrondissement de Marseille).

### Toponyme
L'Huveaune a donné son hydronyme à la commune de La Penne-sur-Huveaune.

### Bassin versant
L'Huveaune traverse trois zones hydrographiques pour une superficie totale de 198 km2. Ce bassin versant est constitué à 55,83 % de « forêts et milieux semi-naturels », à 38,19 % de « milieux artificialisés », à 5,62 % de « territoires agricoles », à 0,11 % de « surfaces en eau ».

## Affluents
L'Huveaune a sept affluents référencés par le Sandre :
- le ruisseau de Peyruis (rg[note 1]), 7,4 km sur la seule commune de Saint-Zacharie ;
- la Vallat de Fenouilloux (rd), 4,7 km sur les communes de Saint-Zacharie (confluence) et de Trets (source) ;
- le ruisseau de la Gastaude (rg), 5,5 km sur la seule commune d'Auriol ;
- le ruisseau des Barres (rd), 1,7 km sur la seule commune d'Auriol ;
- le ruisseau de Vède (rg), 4,4 km sur la seule commune d'Auriol ;
- le Merlançon (rd), 4,9 km sur les communes de La Bouilladisse, Auriol, Peypin, La Destrousse et de Roquevaire avec trois affluents et de rang de Strahler deux[5] ;
- le ruisseau de Rioux (rg), 2,1 km sur les communes d'Aubagne (confluence) et de Roquevaire (source).

Bien que répertorié par le Sandre comme coulant dans le bassin hydrographique de l'Huveaune, le Jarret, long de 16,4 km, qui arrose les communes de Allauch (source), de Plan-de-Cuques et de Marseille, et se jette dans l'Huveaune à Sainte-Marguerite, ne figure pas dans cette liste.
Le rang de Strahler de l'Huveaune est ainsi de trois.

## Hydrologie
Deux stations hydrologiques ont été implantées sur le cours de l'Huveaune :

### L'Huveaune à Roquevaire
Le module ou moyenne annuelle du débit à Roquevaire est 0,86 m3/s.

### Étiage ou basses eaux

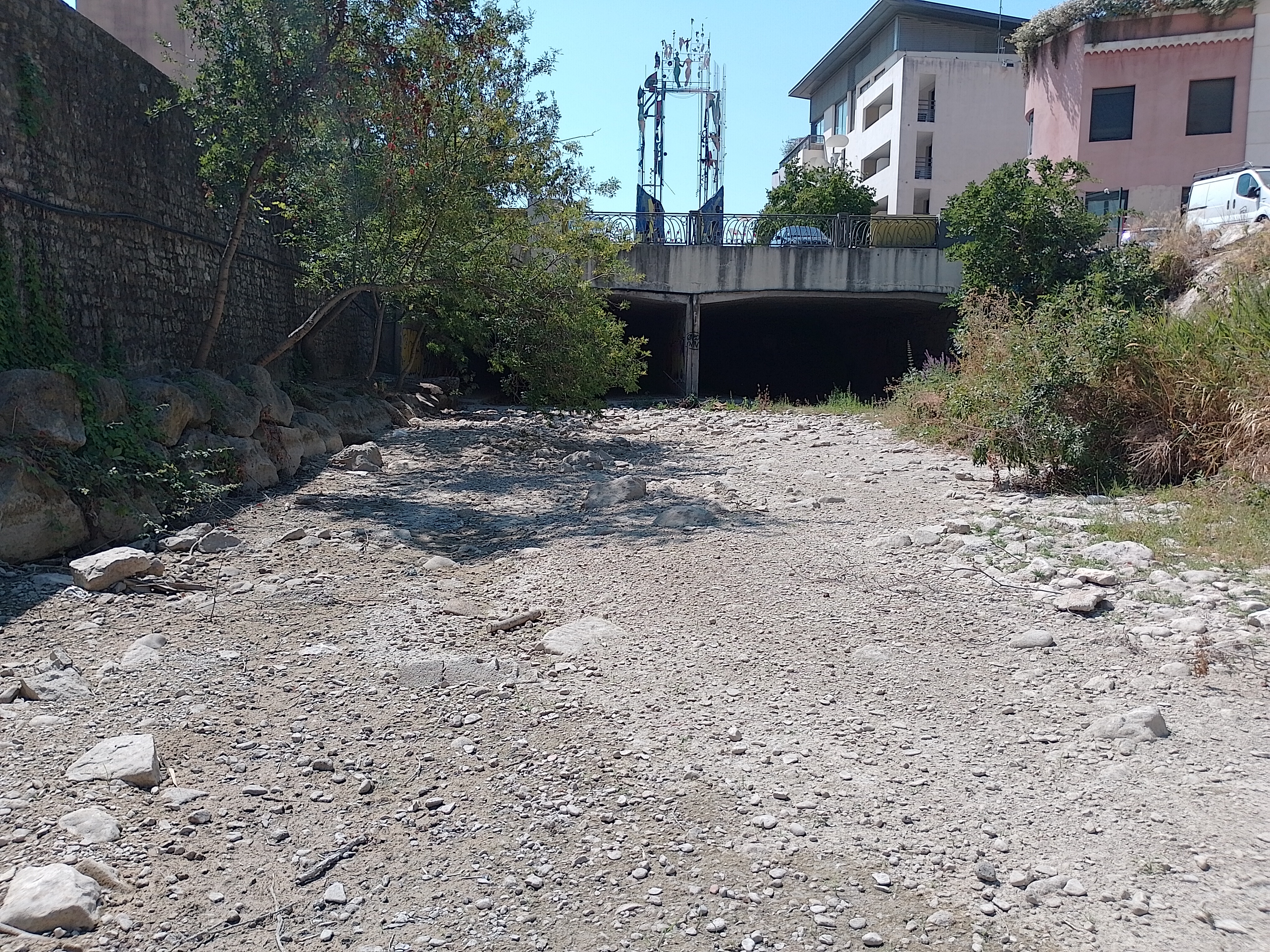
Le cours de Huveaune complètement asséché à Aubagne, pendant la canicule de 2022.

À l'étiage, c'est-à-dire aux basses eaux, le volume consécutif minimal pour 3 jours (VCN3), ou débit minimal du cours d'eau enregistré pendant trois jours consécutifs sur un mois, en cas de quinquennale sèche s'établit à 0,086 m3/s, ce qui représente 10 % du module.
En période de forte sécheresse, notamment pendant la canicule européenne de juillet 2022, le lit de l'Huveaune peut s'assécher complètement, sur tout ou partie de son cours.

### Crues (sur la commune de Saint Zacharie)
Sur cette courte période d'observation, le débit journalier maximal a été observé le 14 décembre 2008 pour 23,10 m3/s. Le débit instantané maximal a été observé le 14 décembre 2008 avec 56,00 m3/s en même temps que la hauteur maximale instantanée de 261 mm soit 2,61 m.
Le QIX 10 est de 37 m3/s et le QIX 20 est de 44 m3/s, alors que les QIX 2 est de 19 m3/s et le QIX 5 de 30 m3/s.
A noter que le débit instantané maximal dépasse facilement les 100 m3/s à Marseille . En aval du confluent avec l'affluent le Jarret, ce débit peut dépasser les 300 m3/s lors des crues centennales.

### Lame d'eau et débit spécifique
La lame d'eau écoulée dans cette partie du bassin versant de la rivière est de 165 mm annuellement, ce qui est seulement la moitié de la moyenne en France. Le débit spécifique (Qsp) atteint 5,2 l/s et par km2 de bassin.

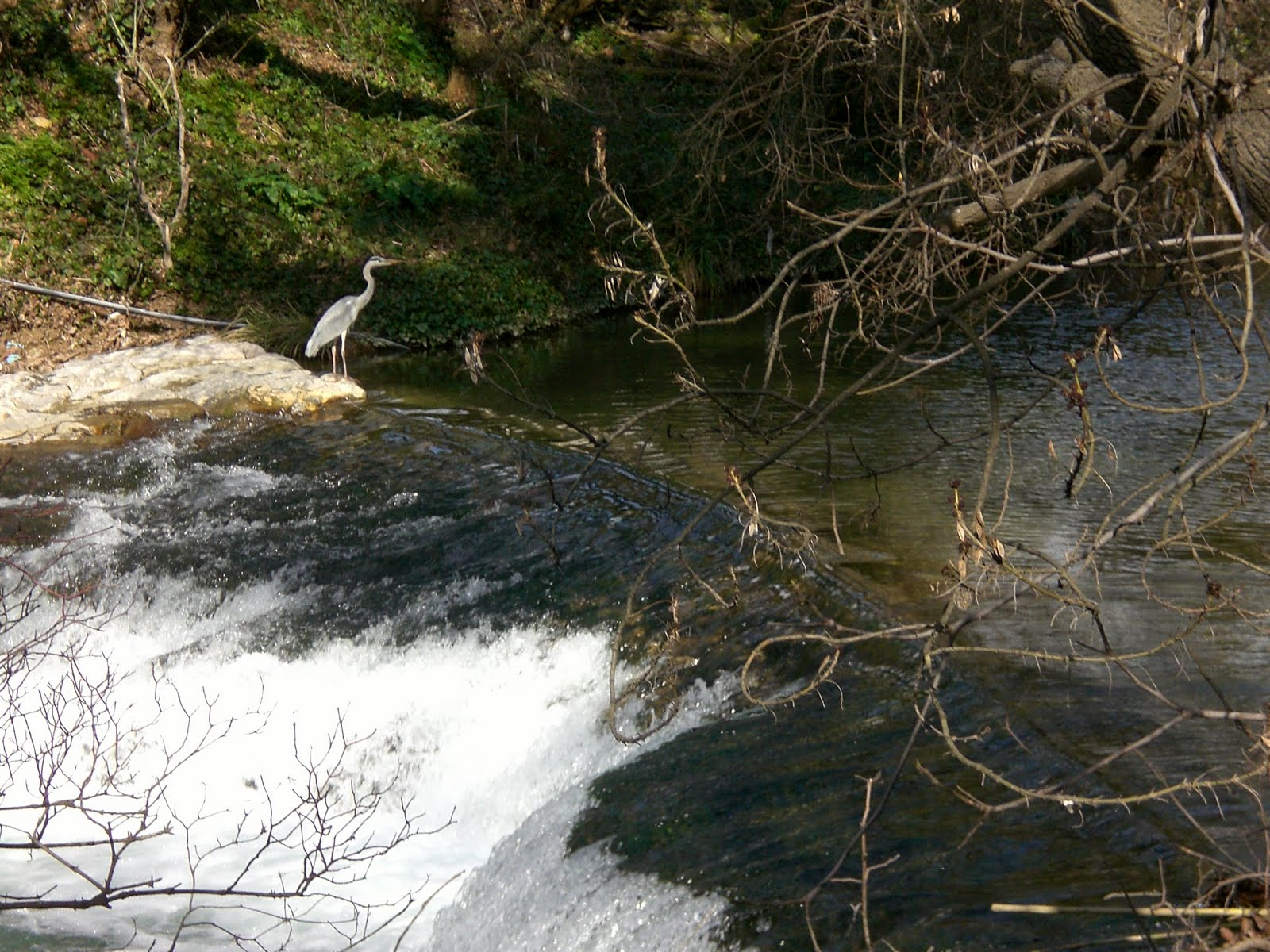
Un héron cendré au bord de l'Huveaune.

## Faune
De nombreuses espèces aquatiques ou terrestres habitent l'Huveaune et ses abords.

## L'aménagement de l'Huveaune

### L'Huveaune naturelle
L'Huveaune est restée naturelle jusqu'à Aubagne, qu'elle traverse en souterrain. Plusieurs endroits pittoresques sont présents tout le long de son cours, comme à Saint-Zacharie (Var) où l'on peut trouver une vieille écluse et un pont en pierre datant de plusieurs centaines d'années.

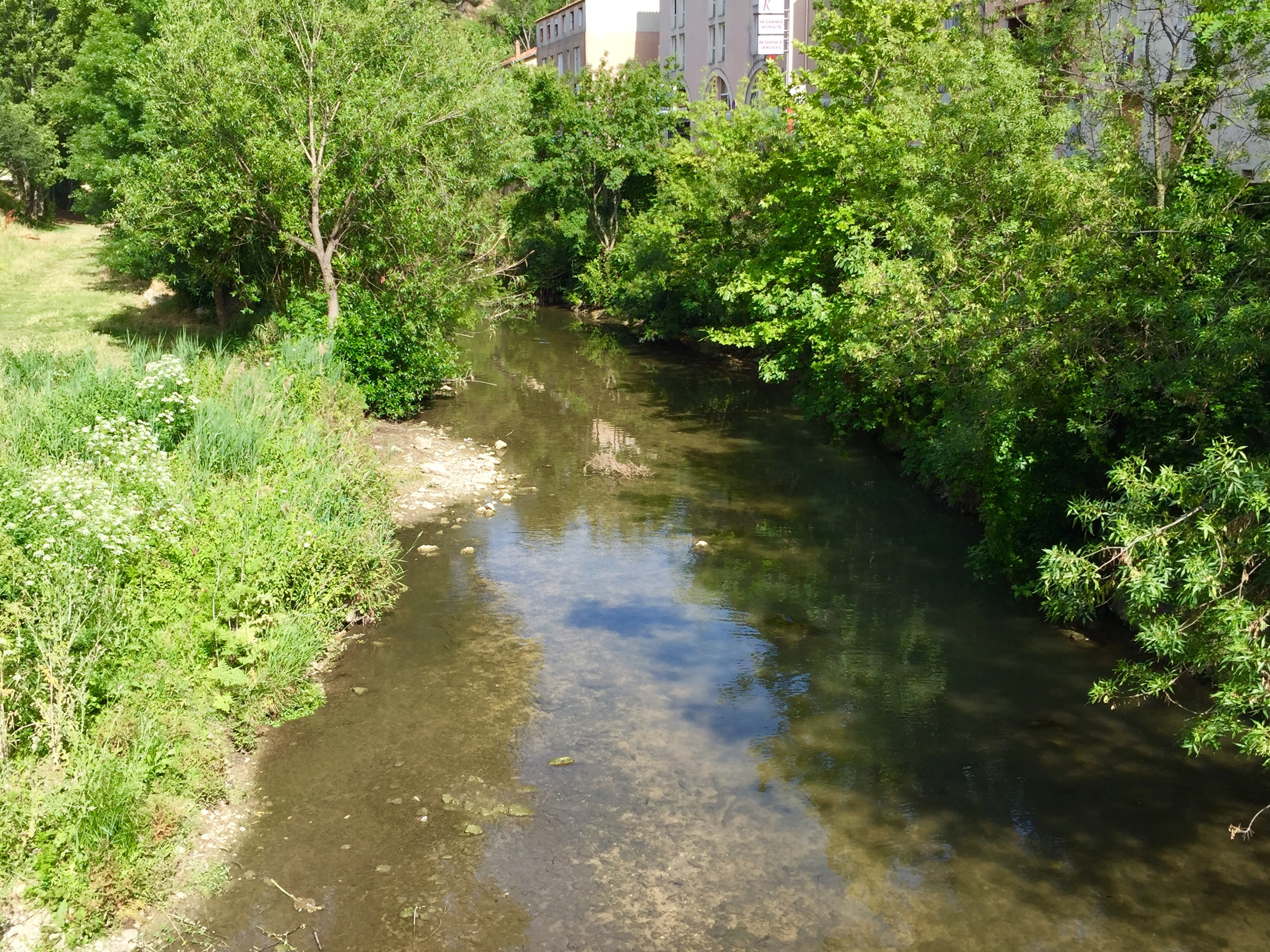
L'Huveaune à Aubagne
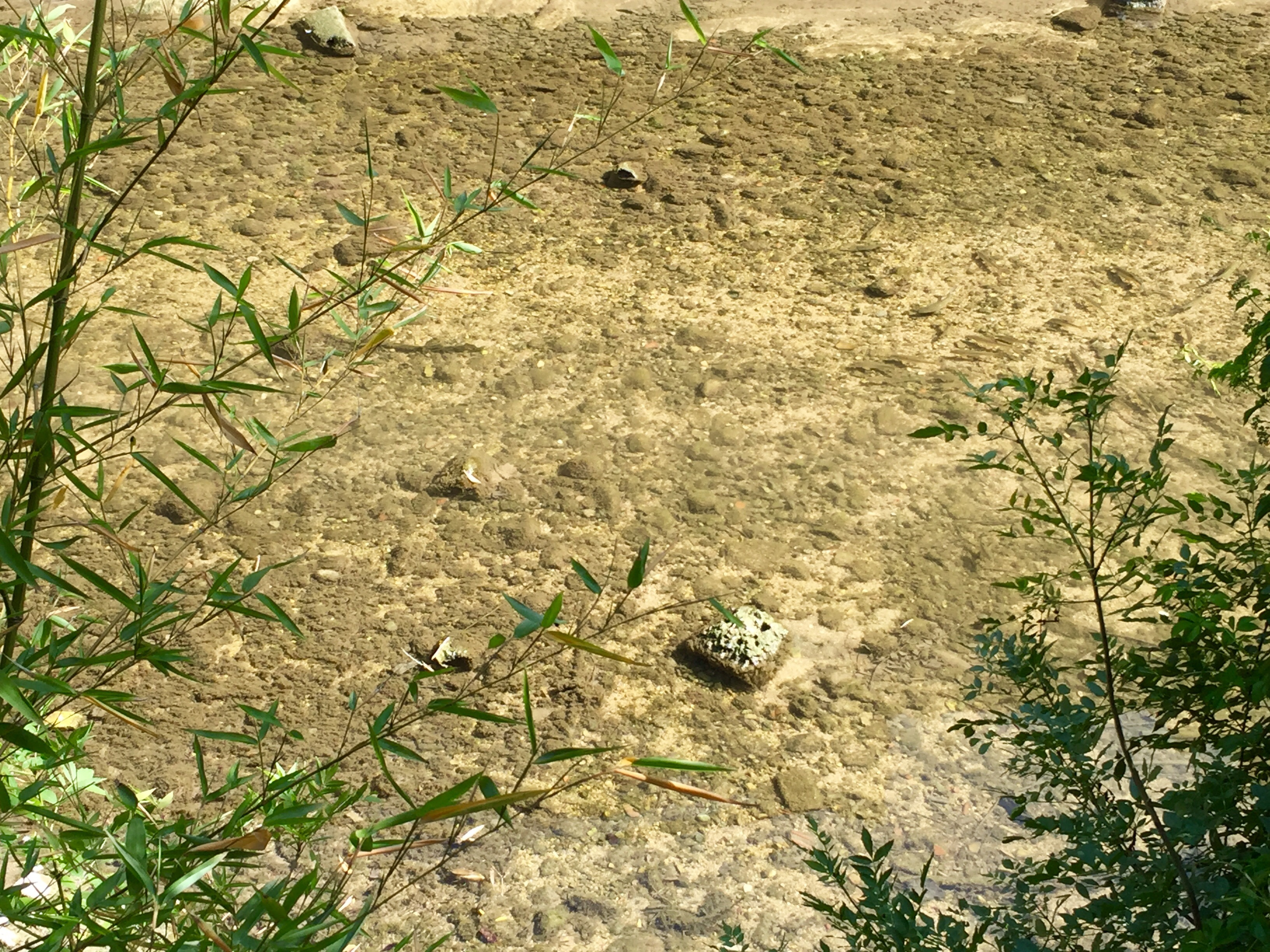
L'Huveaune dans le centre d'Aubagne
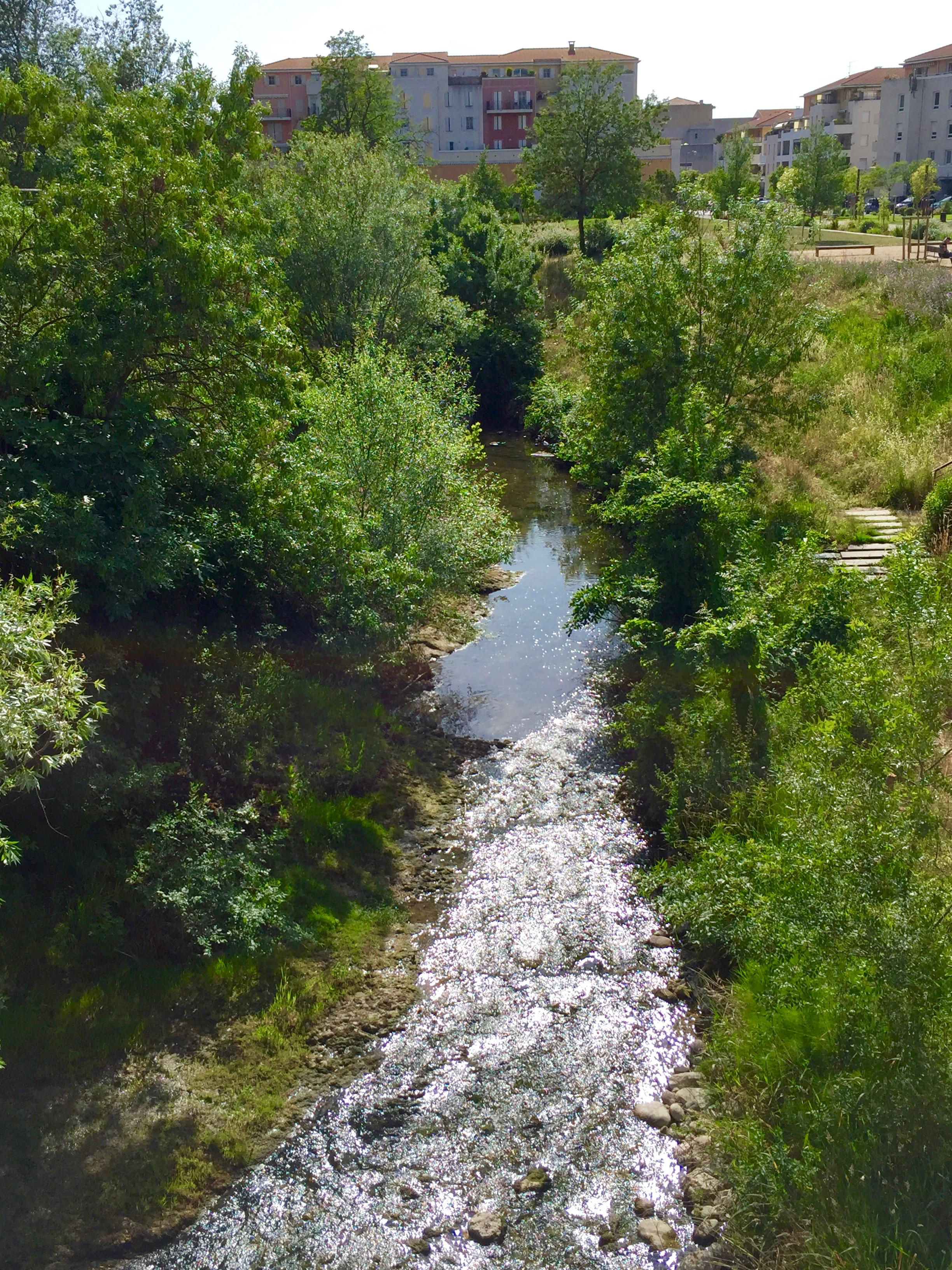
L'Huveaune à Aubagne (Pont de la Planque)
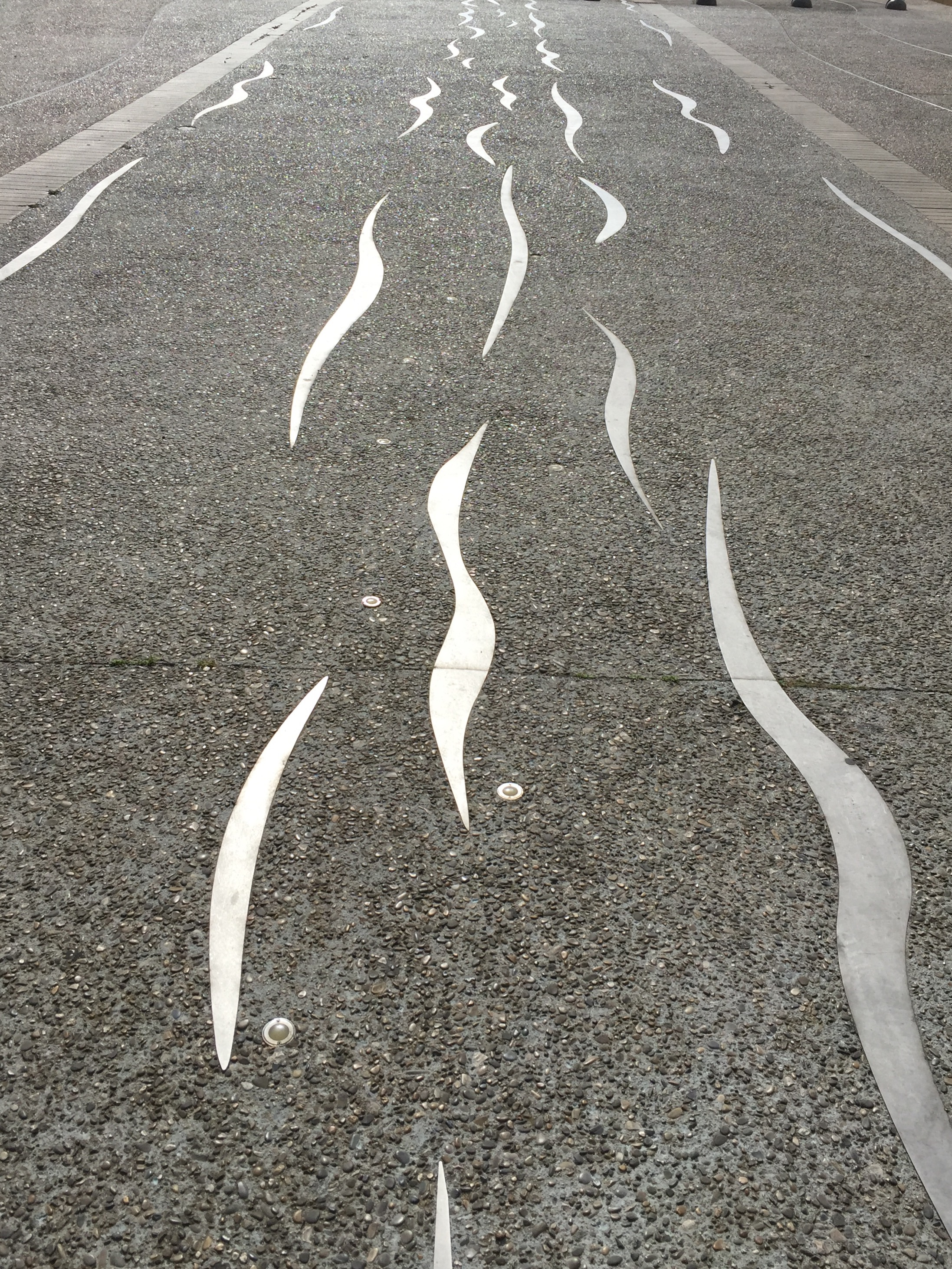
Le cours souterrain de l'Huveaune à Aubagne
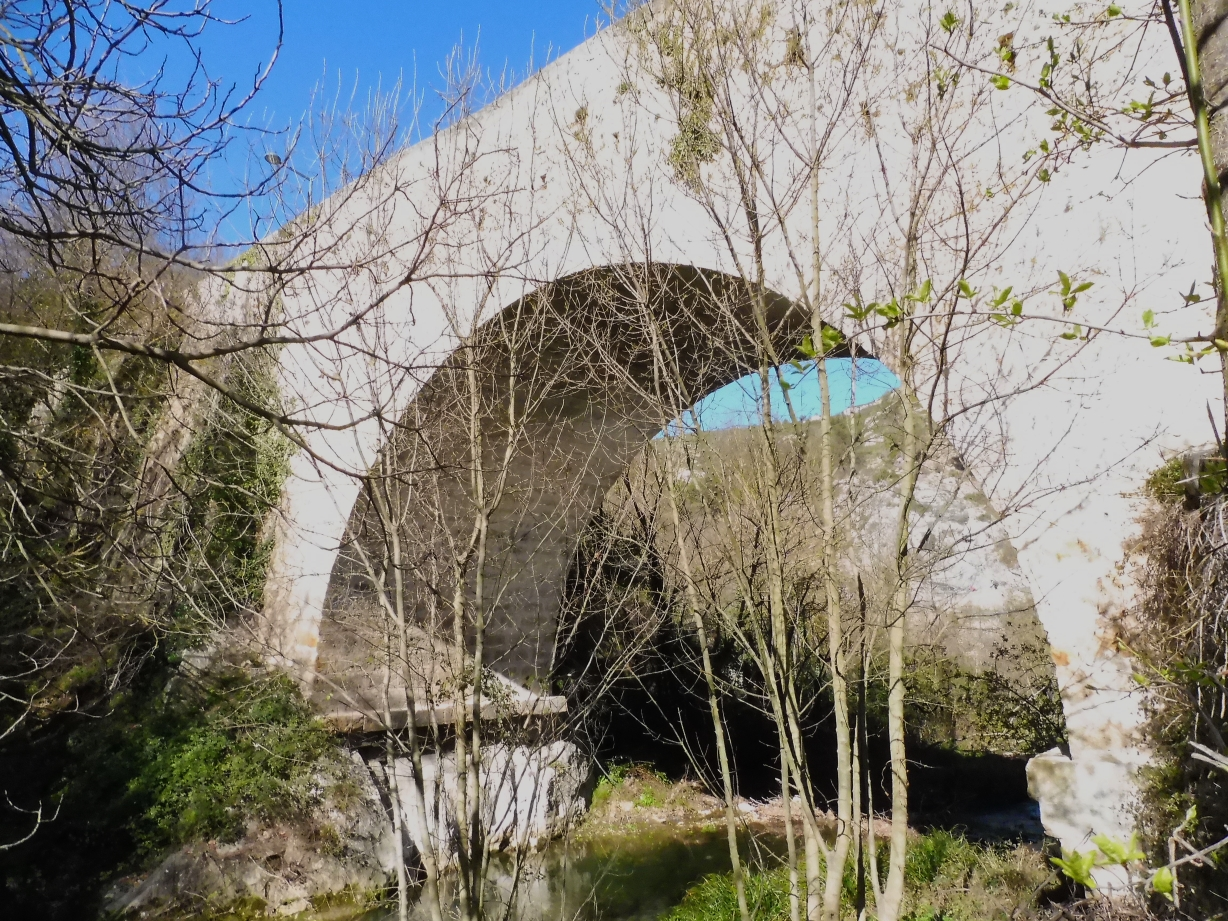
Pont Saint Claude sur l'Huveaune à Auriol

### Réduire la pollution
L'Huveaune se jetait dans la mer Méditerranée à Marseille. Le cours naturel le fait arriver sur la plage Sud de la ville, à proximité du parc Borély et de l'hippodrome.
Depuis 1986, la majeure partie du cours d'eau fut dévié, car ses rejets polluaient les plages situées à proximité de son embouchure. Ses eaux sont maintenant déviées et traitées, puis rejetées dans la calanque de Cortiou. En cas de fortes précipitations, le trop-plein est évacué par l'ancien lit naturel.
Ce petit fleuve, très pollué jusque dans les années 1980, a retrouvé une bonne qualité bactériologique, y vivent - 11  espèces de poissons, et plusieurs espèces de gibier d'eau : canards,  en particulier le colvert.

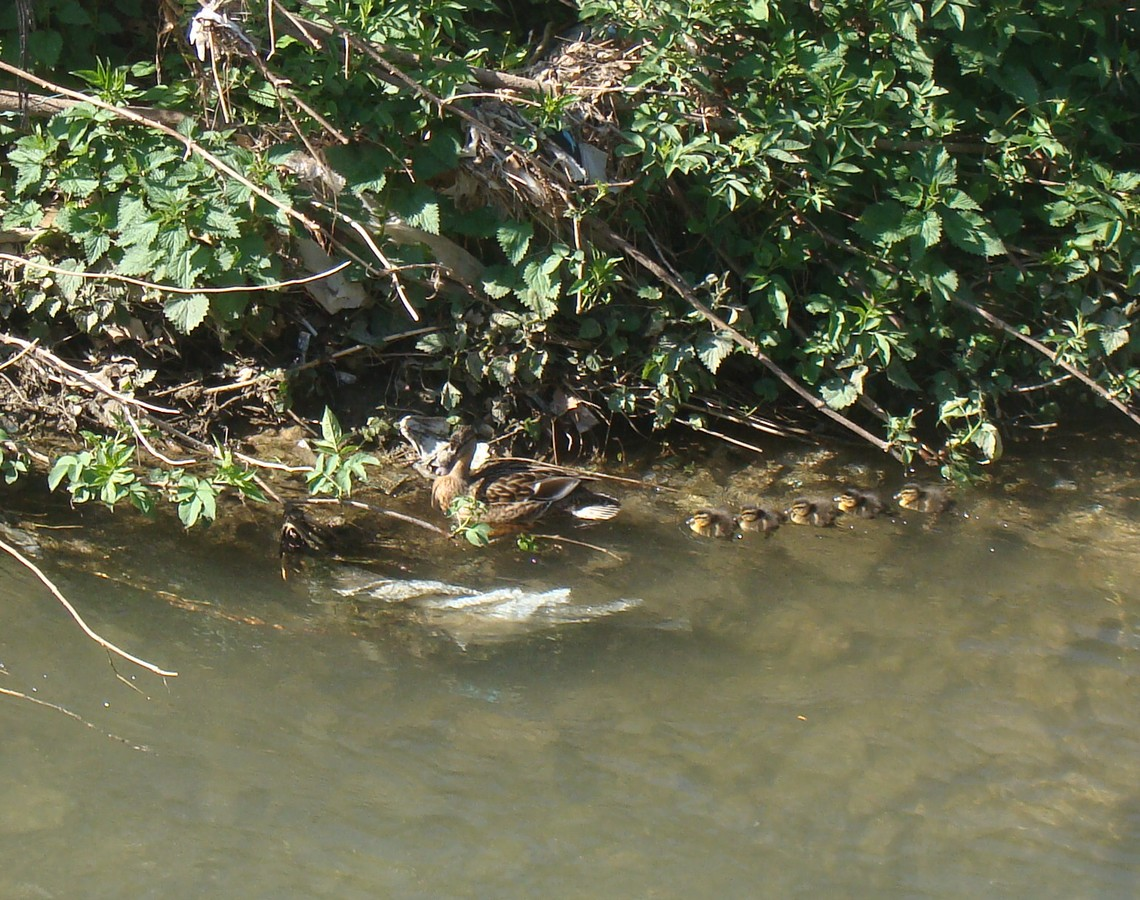
Canards sur l'Huveaune à Saint-Marcel (Marseille)
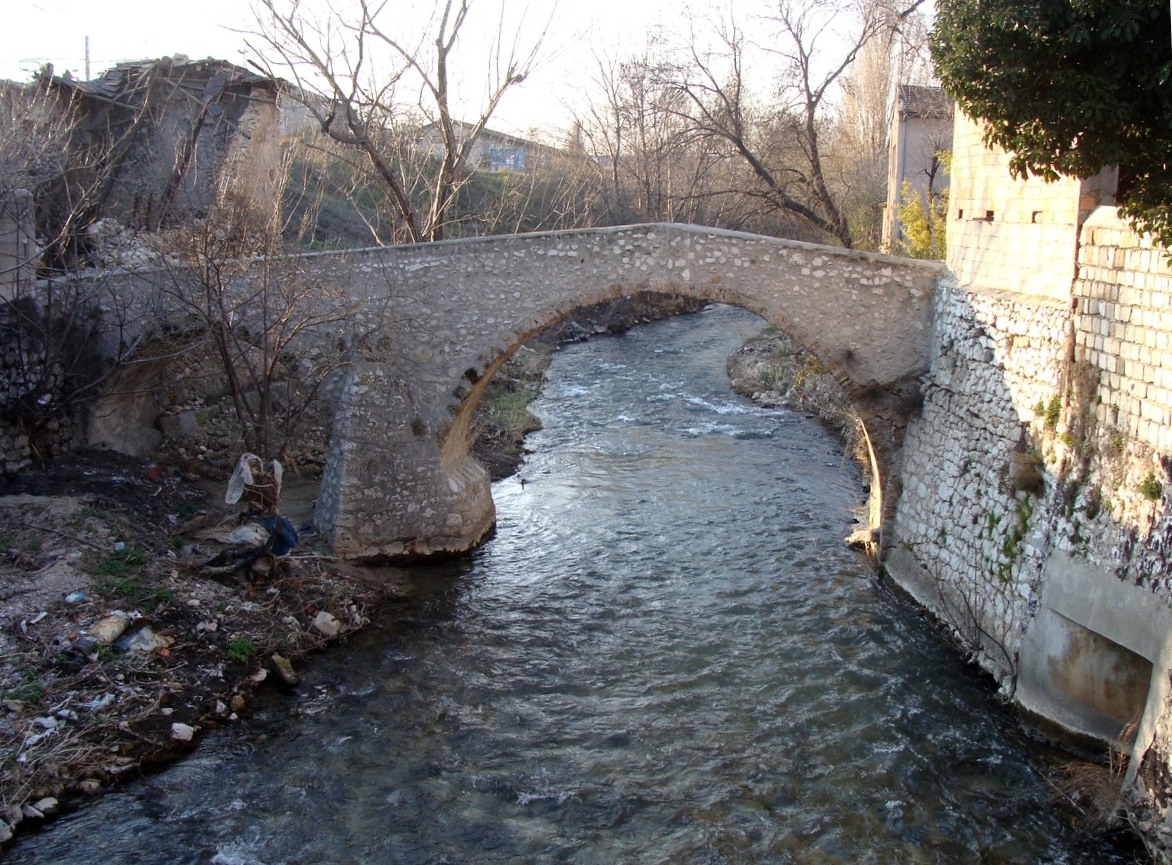
Vieux pont à Saint-Marcel (Marseille)

### Lutte contre les crues et régulation du débit
Les crues surviennent lors de fortes pluies sur le massif de la Sainte-Baume et le massif de l'Étoile, et aussi plus rarement lors de la fonte des neiges sur la Sainte-Baume. Le débit de l'Huveaune peut alors atteindre 30 m3/s à La Penne sur Huveaune et mesuré à Marseille 330 m3/s, comme en octobre 1892, novembre 1907, 140 m3/s en octobre 1973 et 1994…
La crue d'automne atteint jusqu'à 100 m3/s ; le débit inter-annuel moyen ou module vaut 2 m3/s à Marseille, mais peut descendre à l'étiage à moins de 0,1 m3/s, sans toutefois descendre à moins de 1 m3/s à Marseille.

## L'Huveaune et les hommes

### Préhistoire
Les fouilles archéologiques ont montré que la consommation des escargots est attestée depuis au moins -8500 ans. C'est ce qu'a prouvé Max Escalon de Fonton dans la vallée de l'Huveaune. Lui et ses équipes ont en effet identifié deux espèces d'escargots consommés alors à parts égales : l'Helix nemoralis, gastéropode préférant les zones humides, et le Xerosecta cespitum, espèce qui ne se rencontre que sur les plateaux secs et le versant des collines.

### Le rôle économique

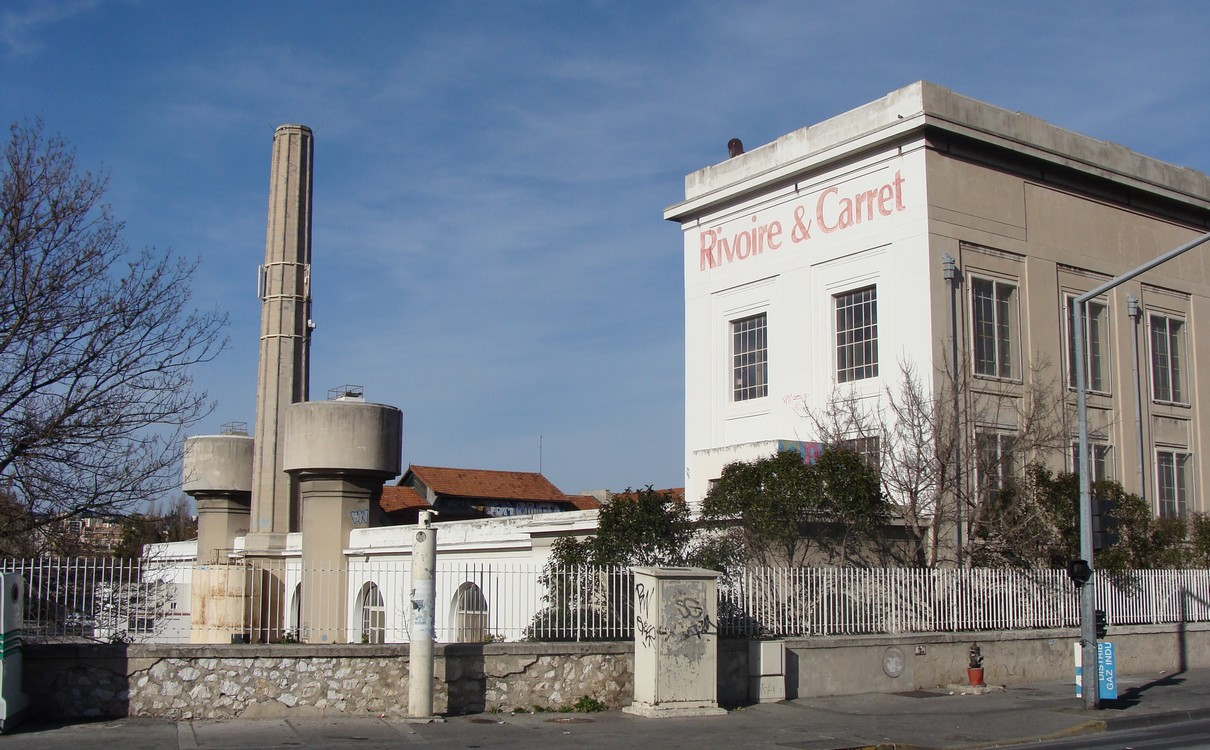
Une des dernières usines de la vallée de l'Huveaune, Rivoire et Carret, aujourd'hui fermée

Tout au long de sa vallée, l'Huveaune a permis depuis toujours une activité agricole, puis maraîchère pour Marseille. Elle le reste encore aujourd'hui en amont d'Aubagne.
Dès le Moyen Âge, elle alimente en eau certaines industries avec les premières faïenceries, la tuilerie et de nombreux moulins. Au cours des siècles, plusieurs béals ont été aménagés pour desservir ces installations. Il en reste quelques-uns, hors service.
À partir du milieu du XIXe siècle, la vallée entre Aubagne et Marseille s'industrialise avec de nombreuses industries, comme la chocolaterie (longtemps usine phare de Nestlé), les activités chimiques (Lafarge), la métallurgie (Coder, fabricant de remorques routières et ferroviaires). Au cours des vingt dernières années du XXe siècle, elles ferment les unes après les autres. Ne subsistent ou se développent que des implantations de grandes surfaces commerciales, et plus récemment des activités tertiaires.
Aujourd'hui, la vallée de l'Huveaune est une zone de résidence avec le développement des lotissements et grands ensembles d'habitation entre Marseille et Aubagne. Elle est aussi la voie de dégagement de Marseille vers l'est du département et de la région : une voie importante de liaison avec l'autoroute A50 vers Toulon et Nice, auquel est raccordée depuis 2018 l'autoroute A507, et la voie ferrée qui relie Marseille à Toulon, Nice et la Côte d'Azur.

### Croyances et traditions

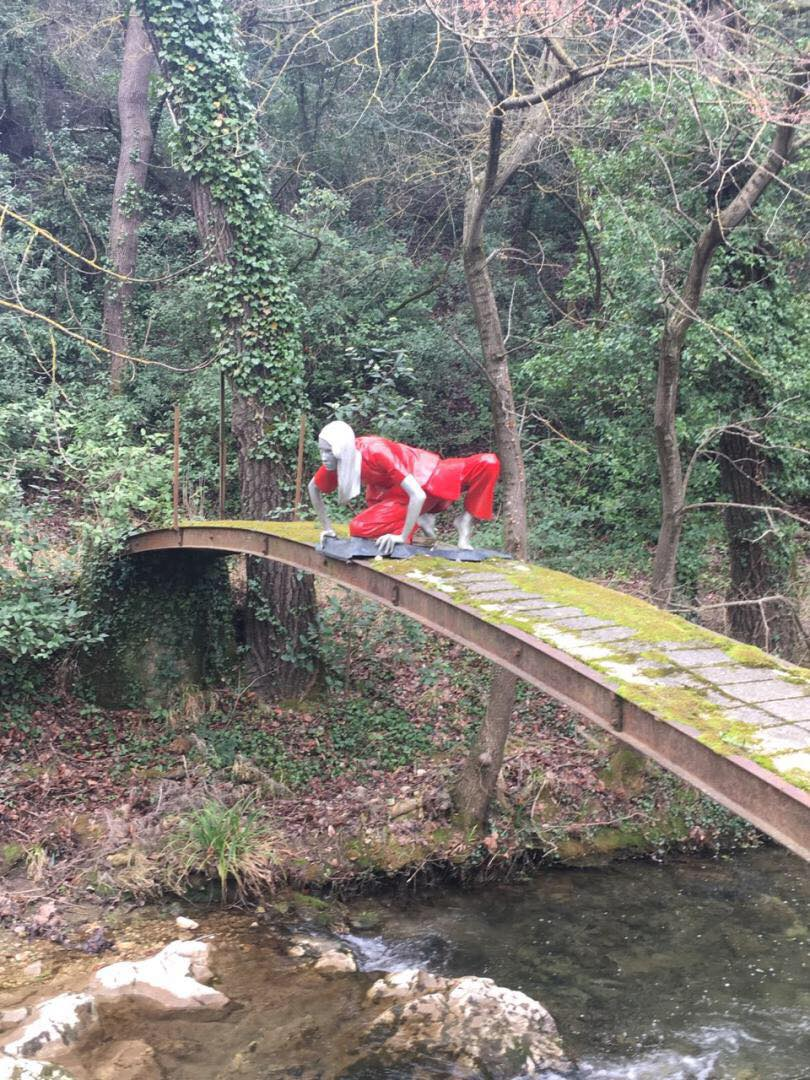
La fée du pont, à Auriol

D'après une légende locale, elle serait alimentée par les larmes de sainte Marie-Madeleine pleurant sur son sort dans la grotte de la Sainte-Baume où elle vécut 33 années.
La vierge noire de Notre-Dame d'Huveaune est vénérée depuis le XVIe siècle à proximité de l'embouchure de l'Huveaune. Initialement dans le petit monastère Saint-Sauveur (détruit à la Révolution), elle est maintenant exposée dans la chapelle Notre-Dame d'Huveaune de l'église paroissiale Saint-Giniez de Marseille.
Le « Chemin des Fées de l'Huveaune » est une création de deux artistes contemporains, Lucy et Jorge Orta, commanditée par l'association Rives & Cultures, grâce au programme Nouveaux commanditaires de la Fondation de France et réalisée dans le cadre de Marseille-Provence 2013, Capitale européenne de la Culture. Cinq sculptures représentant des personnages féminins — princesses, héroïnes locales et déesses-mères — ont été installées le long du fleuve à Saint-Zacharie, Auriol, Aubagne et Marseille. L'une d'entre elles, Gyptis, a disparu en 2014.

## Au fil de l'Huveaune

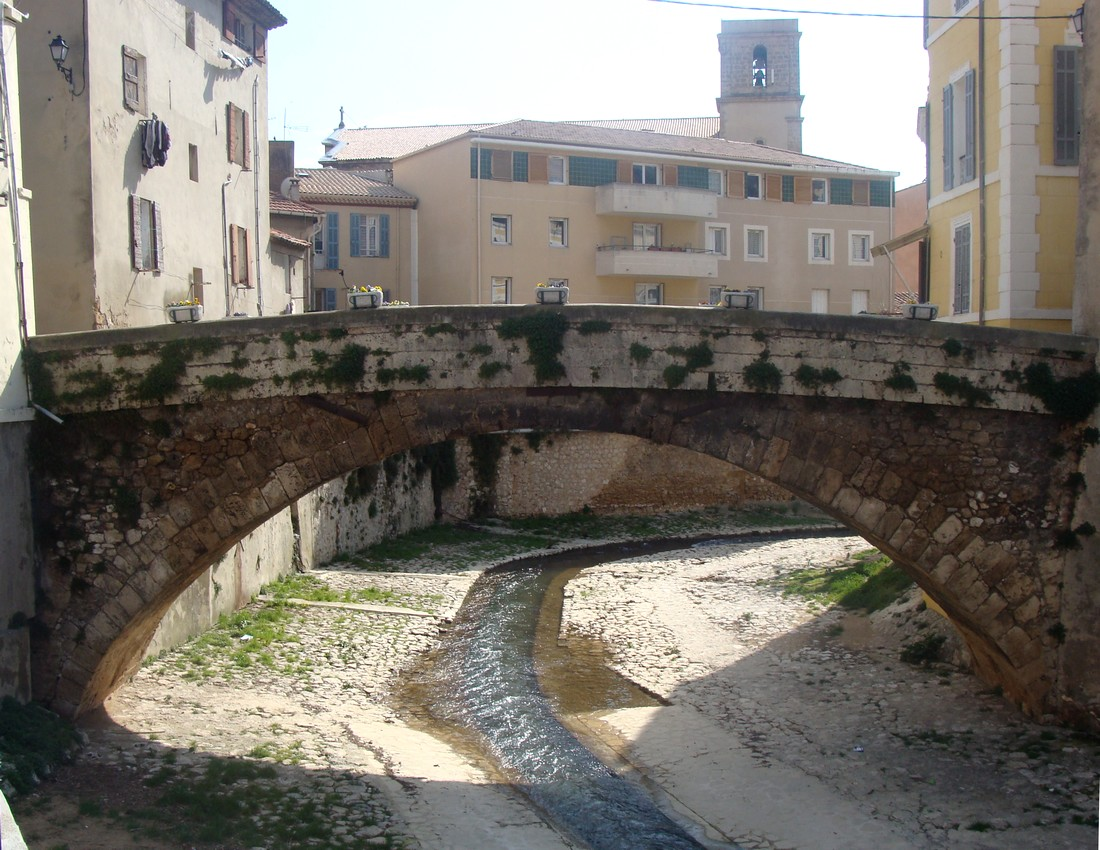
L'Huveaune canalisée dans  la traversée de Roquevaire.
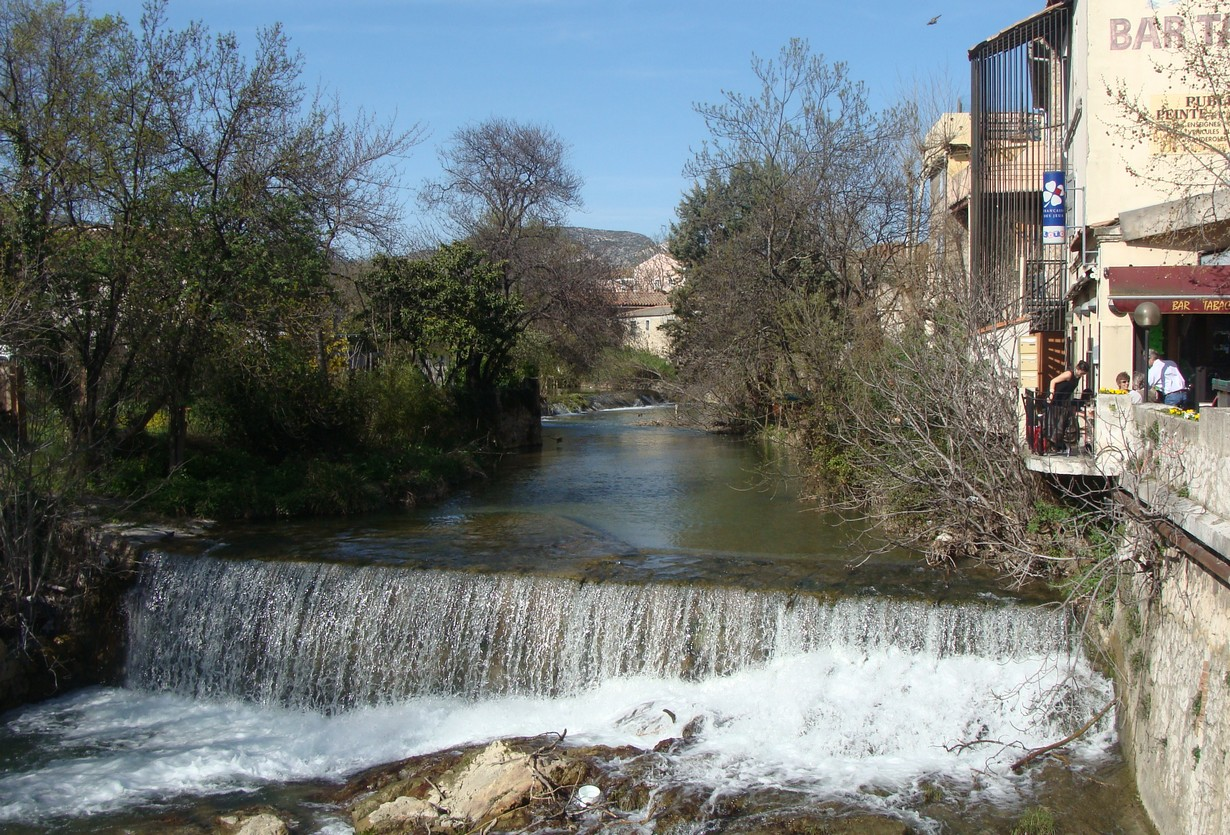
L'Huveaune à Pont-de-l'Étoile.
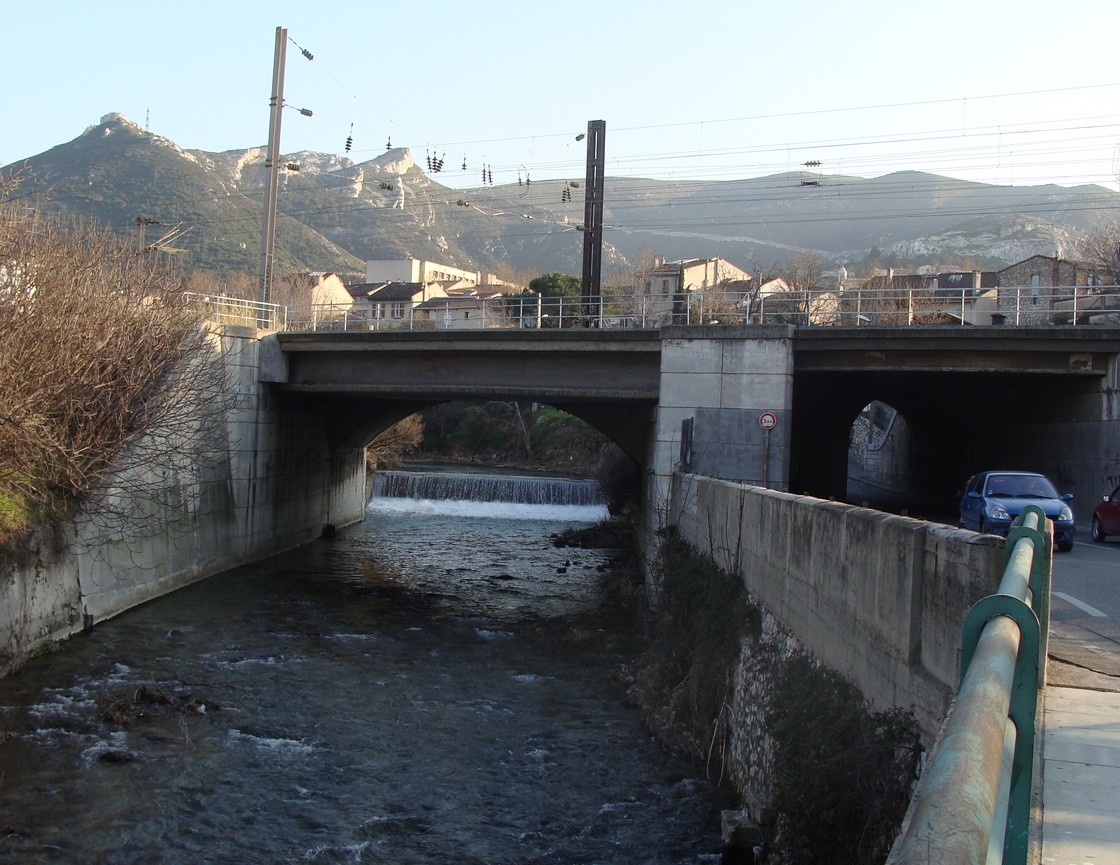
L'Huveaune dans la traversée de Saint-Marcel (Marseille).
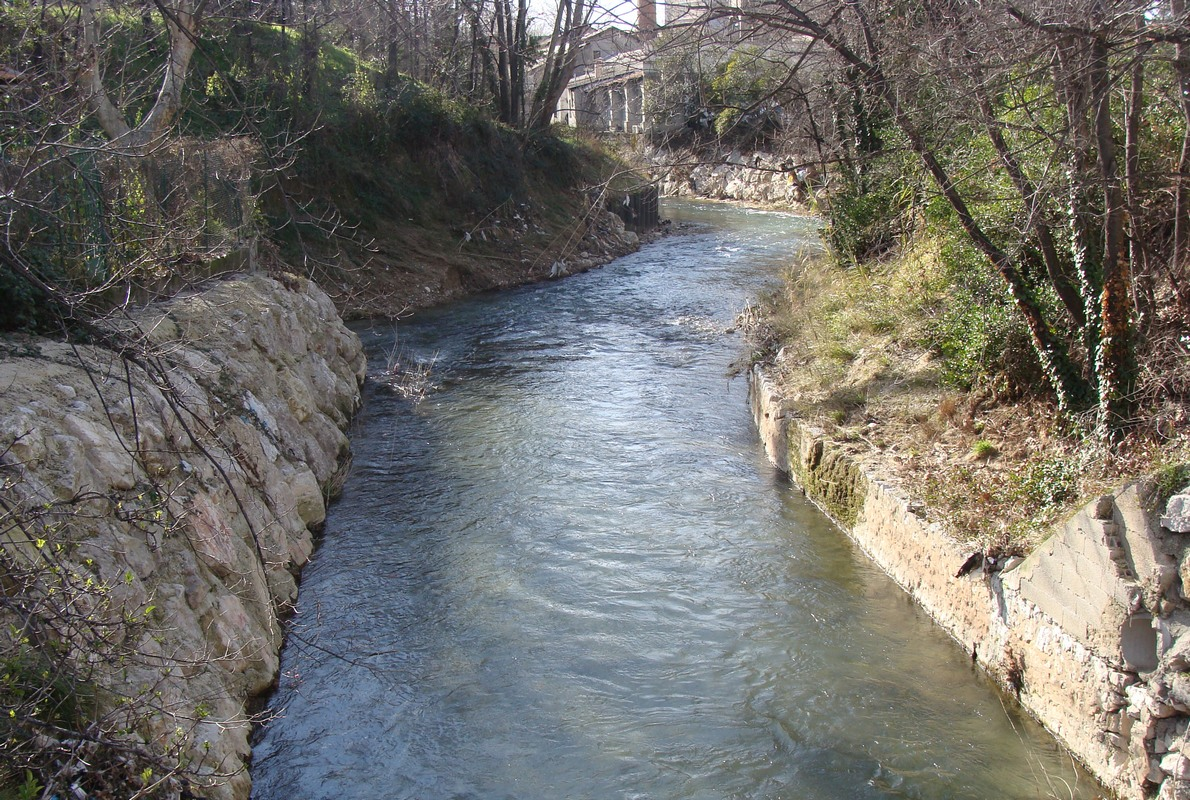
L'Huveaune à la Pomme.
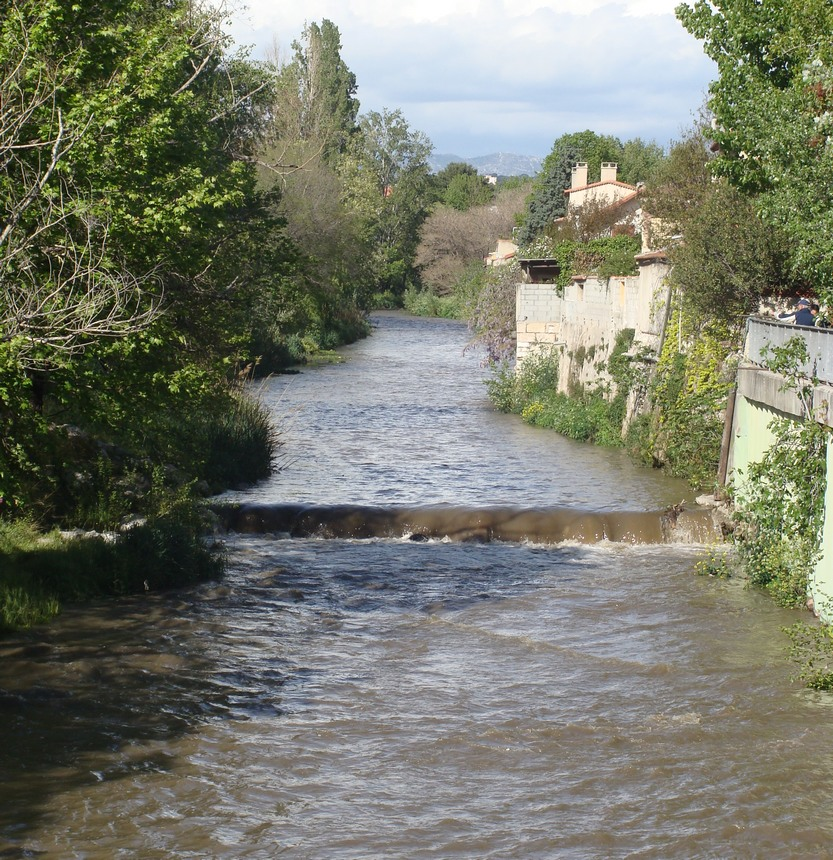
L'Huveaune à Sainte-Marguerite (Marseille).